# František Wittig
František Wittig uváděný též jako Wittich nebo Vittich (německy Franz) (1665/1666 Kadaň – 1726 Moravská Třebová) byl česko-německý františkán a varhaník činný na počátku 18. století. Narodil se v Kadani v roce 1665 nebo 1666, pokřtěn byl zřejmě jako Jan. V rodném městě se jistě skrze tamější klášter seznámil s následovníky sv. Františka, do jejichž řádu vstoupil řeholními sliby v roce 1682 nebo 1683. Ve františkánských kostelích působil jako varhaník a hudebník.
Snad v roce 1710 působil jako kněz a hudebník v kadaňském františkánském konventu. Tehdy zde napsal rukopisný zpěvník pro potřebu kláštera: Gesangbuch vor das Löbliche Closter der W.W. E.E. P.P. Franciscanern bei XIV Heiligen Nothhelftern ausser der Königlichen Stadt Caadan. Autorství skladeb obsažených v tomto „zpěvníku“ dosud nebylo kvalifikovaně prověřeno. Podle záznamu o úmrtí bratra Františka v třebovské klášterní kronice František Wittig kromě interpretace dalších skladeb pravděpodobně napsal hudbu ke mším a ke hymnu Te Deum laudamus u příležitosti kanonizace františkánského svatého Jakuba z Marky.
Františkán a hudebník František Wittig zemřel pravděpodobně na mrtivici v Moravské Třebové 29. dubna 1726, kde byl také v klášterním kostele sv. Josefa v kryptě řeholníků pohřben.